# Podaca
Podaca est une localité de la municipalité de Gradac, dans le comitat de Split-Dalmatie, en Croatie. Au recensement de 2001, Podaca comptait 716 habitants. Podaca comprend trois village: Kapec, Viskovica vala et Ravanje. Les habitants sont orientés vers le tourisme, mais ils font aussi de la pêche, de l’agriculture et de l’oliculture.